# Álvaro Torres
Álvaro Torres (n. 1954) este un cântăreț și compozitor salvadorian.

## Biografie
Álvaro Torres s-a născut într-o familie săracă pe 9 aprilie 1954 în Usulután, El Salvador. Torres s-a mutat în Guatemala și a început o cariera solo, a înregistrat primul album, Algo especial (Ceva special) în 1976. În 1977 a lansat albumul Acariciame (Mângâiați-mă) și a devenit mai cunoscut în anii 1980. Mai tarziu, Torres s-a mutat în Statele Unite ale Americii. El a trăit în Colorado, California și în Florida. În 1991, Torres a avut un progres artistic, când a lansat Nada se compara contigo. El a fost votat compozitorul anului de către BMI în 1994. Unele dintre melodiile sale mai cunoscute sunt Un poquito de Amor (un pic de dragoste), La Unica; (numai una), Lo Que Se Dice Olvida. Si Estuvieras Conmigo (Dacă ai fost aici cu mine) și Nada se compara contigo (nimic nu se compară pentru tine). El a cântat un duet cu cântărețul mexican Marisela pe melodia Mi Amor por ti; (Iubirea mea pentru tine), și a cântat, de asemenea, un duet cu Selena pe melodia Buenos Amigos; (buni prieteni). Unele dintre influențele sale muzicale sunt Sandro, Camilo Sesto și Joan Manuel Serrat. Casa sa de discuri actuală este Big Dream Christian Music, Situată în Baton Rouge, Louisiana.

## Legăuri externe
- Site oficial